# Guerschon Yabusele
Guerschon Yabusele (* 17. Dezember 1995 in Dreux) ist ein französischer Basketballspieler kongolesischer Abstammung.

## Laufbahn
Yabusele durchlief die Nachwuchsabteilung des französischen Vereins Chorale Roanne Basket und gab 2013 im Alter von 17 Jahren seinen Einstand in Frankreichs erster Liga, der LNB ProA. Nach dem Abstieg spielte er mit Roanne eine Saison in der zweithöchsten Liga und wechselte 2015 zu SPO Rouen Basket und damit in die ProA zurück.
Beim NBA-Draft 2016 sicherten sich die Boston Celtics die Rechte an Yabusele, der an insgesamt 16. Stelle ausgewählt wurde. Allerdings ging der Franzose nicht unmittelbar in die nordamerikanische Liga, sondern heuerte zunächst beim chinesischen Verein Shanghai Sharks an. Diesen Schritt wählte er, um sich zwecks Weiterentwicklung als Spieler und Mensch in einem für ihn ungewohnten Umfeld zurechtzufinden. Darüber hinaus reizte ihn die Möglichkeit, nach dem recht frühen Saisonende in der chinesischen Liga (bereits Anfang März) für die übrige Zeit des Spieljahres in die Vereinigten Staaten zu wechseln. In Shanghai erzielte Yabusele im Durchschnitt 20,9 Punkte sowie 9,4 Rebounds je Begegnung und ging im März 2017 dann wie vorgesehen in die USA, wo er sich den Maine Red Claws, der Fördermannschaft der Boston Celtics anschloss.
Im Juli 2017 unterschrieb er einen Vertrag bei den Celtics. Dort gelang ihm der Durchbruch in insgesamt 90 NBA-Einsätzen jedoch nicht. Bei den Maine Red Claws, der Ausbildungsmannschaft der Celtics in der NBA G-League, war er hingegen ein Leistungsträger. Im Sommer 2019 wurde er von Boston aus dem Kader gestrichen, er wechselte wieder nach China und schloss sich der Mannschaft Nanjing Tongxi an. Im Dezember 2019 wurde er vom chinesischen Basketballverband zur Zahlung einer Geldstrafe von umgerechnet 1290 Euro verurteilt, da er beim Abspielen der chinesischen Nationalhymne vor einer Partie mit seiner Mannschaft nicht die chinesische Flagge betrachtete, sondern den Kopf gesenkt hatte. Ende Februar 2020 wechselte er zum französischen Erstligisten ASVEL Lyon-Villeurbanne und wurde mit der Mannschaft 2021 französischer Meister. Zu dem Erfolg trug Yabusele in 22 Ligapartien im Schnitt 14,1 Punkte bei.
Im Juli 2021 gab Real Madrid Yabuseles Verpflichtung bekannt. 2022 gewann er mit der Mannschaft den spanischen Meistertitel. Mit 10,9 Punkten je Begegnung war der Franzose bester Korbschütze der Meistermannschaft. Ende April 2023 wurde er von der Euroleague für fünf Spiele gesperrt, nachdem er während einer Massenschlägerei im Rahmen eines Spiels gegen Partizan Belgrad den Australier Dante Exum zu Boden geworfen hatte. Aufgrund der Sperre stand er nicht auf dem Spielfeld, als seine Mannschaft im Mai 2023 die Euroleague gewann.
In der Saison 2023/24 gewann er mit Real drei weitere Titel: Spanischer Meister, Pokalsieger und Supercupsieger. Nachdem Yabusele im Sommer 2024 gute Leistungen bei den Olympischen Sommerspielen erbracht hatte, nahm die NBA-Mannschaft Philadelphia 76ers den Franzosen unter Vertrag. Da Philadelphia dem abgebenden Verein Real Madrid laut NBA-Regelwerk höchstens 764 000 Euro Entschädigung zahlen konnte, musste Yabusele die restlichen rund 1,8 Millionen Euro aufbringen, um die Freigabe von Real zu erhalten. Der Franzose brachte es in der Hauptrunde der Saison 2024/25 auf einen Punktedurchschnitt von 11.
Yabuseles Vertrag lief nach einem Spieljahr in Philadelphia aus, in der Sommerpause 2025 wechselte er innerhalb der NBA zu den New York Knicks.

### Nationalmannschaft
Yabusele nahm mit den französischen Jugendnationalmannschaften an der U18-Europameisterschaft 2013, an der U20-Europameisterschaft 2014 sowie an der U20-Europameisterschaft 2015 teil. Im Februar 2020 gab er seinen Einstand in Frankreichs A-Nationalmannschaft. Bei den Olympischen Spielen 2020, die im Jahr 2021 ausgetragen wurden, gewann er mit Frankreich Silber, Yabusele war im Verlauf des olympischen Turniers Stammspieler und erzielte 7,6 Punkte je Begegnung.
Bei der Europameisterschaft 2022 gewann er die Silbermedaille, Yabusele war bei der EM mit 14,8 Punkten je Begegnung zweitbester Korbschütze der Franzosen. Im August 2024 wurde er zum zweiten Mal Zweiter der Olympischen Spiele. Yabusele kam im Laufe des Olympischen Turniers auf einen Punktedurchschnitt von 14 je Begegnung. Im Endspiel, das er mit Frankreich gegen die Vereinigten Staaten verlor, gelang Yabusele ein vielbeachteter Dunking über LeBron James hinweg.

### Spielweise
Als Stärken des Franzosen gelten das Angriffsspiel sowie seine athletischen Fähigkeiten. Schwächen werden ihm in der Verteidigung zugeschrieben.